# He Yi
He Yi (? - février 195) est un militaire chinois au service de Zhang Jiao et des Turbans jaunes. Néanmoins, après la mort du « Général du Ciel », il refuse de se rendre et continue à semer des troubles dans le pays. Avec plusieurs paysans rebelles, il capture Runan. Par la suite, le général de l'armée volontaire Xu Zhu, le rattrape et l'emmène devant Cao Cao, qui le fait exécuter.